# 메모리 보호 장치
메모리 보호 장치(Memory protection unit, MPU)는 메모리 보호를 제공하는 컴퓨터 하드웨어 장치이다. 보통 중앙 처리 장치(CPU)의 일부로 구현된다. MPU는 메모리 관리 장치(MMU)의 축소 버전으로, 메모리 보호 기능만 제공한다. 일반적으로 메모리 보호만 필요하고 가상 메모리 관리와 같은 MMU의 완전한 기능이 필요하지 않은 저전력 프로세서에 구현된다.

## 개요
MPU는 권한 있는 소프트웨어가 메모리 영역을 정의하고 각 영역에 메모리 접근 권한 및 메모리 속성을 할당할 수 있도록 한다. 프로세서의 구현에 따라 지원되는 메모리 영역의 수는 달라진다. ARMv8-M 프로세서의 MPU는 최대 16개의 영역을 지원한다. 메모리 속성은 이러한 영역의 순서 및 병합 동작뿐만 아니라 캐싱 및 버퍼링 속성을 정의한다. 캐시 속성은 내부 캐시가 있는 경우 사용할 수 있으며, 시스템 캐시에서 사용할 수 있도록 내보낼 수 있다.
MPU는 프로세서에서 발생하는 명령어 패치 및 데이터 접근을 포함한 트랜잭션을 모니터링하며, 접근 위반이 감지되면 결함 예외를 트리거할 수 있다. 메모리 보호의 주요 목적은 프로세스가 자신에게 할당되지 않은 메모리에 접근하는 것을 방지하는 것이다. 이는 버그나 프로세스 내의 악성 소프트웨어가 다른 프로세스 또는 운영체제 자체에 영향을 미치는 것을 방지한다.

## 같이 보기
- 메모리 관리 장치
- 메모리 보호